# Китайська архітектура

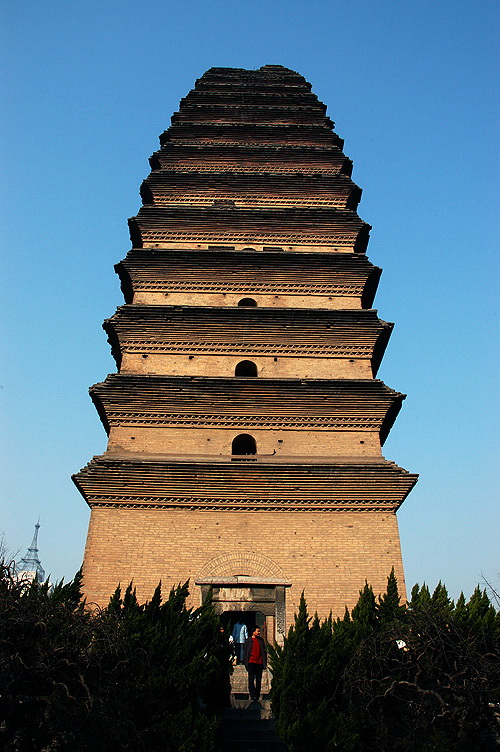
Мала пагода диких гусей, Сіань

За п'ятитисячолітню історію китайської цивілізації збереглося чимало архітектурних споруд, багато з яких по праву вважаються шедеврами світового масштабу. Їх оригінальність відображує безперервність традиційної культури з одного боку та локальне різноманіття з іншого. Починаючи з династії Хань (209 до н.е.) китайська архітектура, разом з іншими культурними явищами, почала розповсюдження у Східній та Південній Азії. У свою чергу, із проникненням буддизму у 1 ст. н.е., місцеві традиції зазнали певного зовнішнього впливу, який підсилився із початком колоніальної епохи.

## Переважання дерев'яних конструкцій

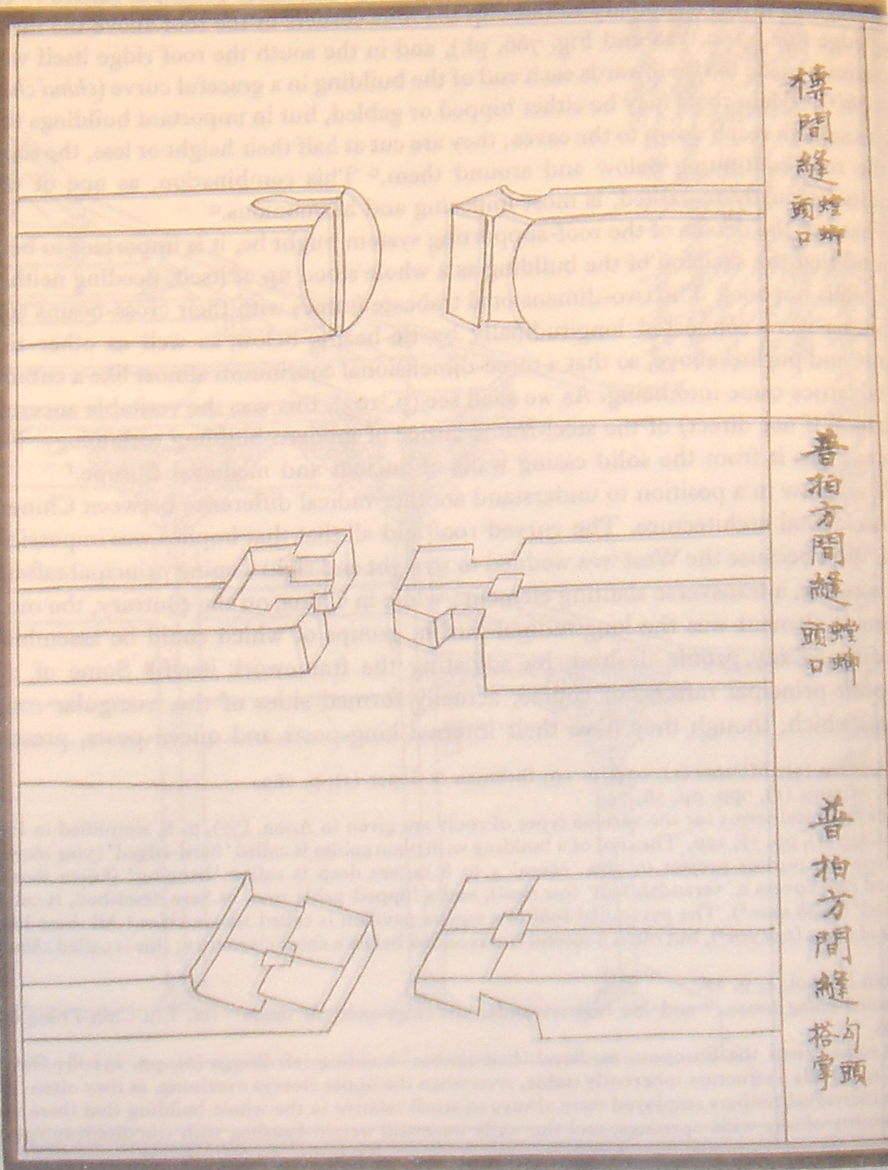
Способи з'єднання дерев'яних балок з трактату Інцзао Фаши, 1103 рік н. е.

Переважна більшість будівель в стародавньому Китаї будувалися з дерева (рідше з глиняної цегли). Чи то житловий будинок або імператорський палац, в першу чергу в землю вбивали дерев'яні стовпи, які вгорі з'єднувались балками. На цій підставі потім зводилася покрівля, що покривалась згодом черепицею. Прорізи між стовпами заповнювалися цеглою, глиною, бамбуком або іншим матеріалом. Таким чином, стіни не несли функції несучої конструкції.
Стародавні китайці, ймовірно, одні з перших використовували «потоковий метод» в архітектурі. Стандартна конструкція споруд дозволяла точно знати розміри деталей, з яких вона зводилася. Тому будівельники могли виготовляти їх окремо, а потім збирати безпосередньо на місці будівництва. В результаті зведення здійснювалося ударними темпами. Наприклад, імператорська резиденція — Заборонене місто в Пекіні, загальною площею 720 000 квадратних метрів була побудована всього за 13 років. Для порівняння, тільки на спорудження купола собору Санта-Марія-дель-Фйоре у Флоренції було витрачено близько 30 років.
Оскільки дерево володіє певною гнучкістю і пружністю, то в порівнянні з кам'яними спорудами, дерев'яні стійкіші до землетрусів.
При всіх своїх перевагах, дерев'яні конструкції мають й істотні недоліки, головні з яких — недовговічність і пожежонебезпека. Багато архітектурних пам'ятників згоріли від ударів блискавок або постраждали від пожеж.

## Палацова архітектура
- Заборонене місто
- Гірський притулок від літньої спеки

## Храми та вівтарі

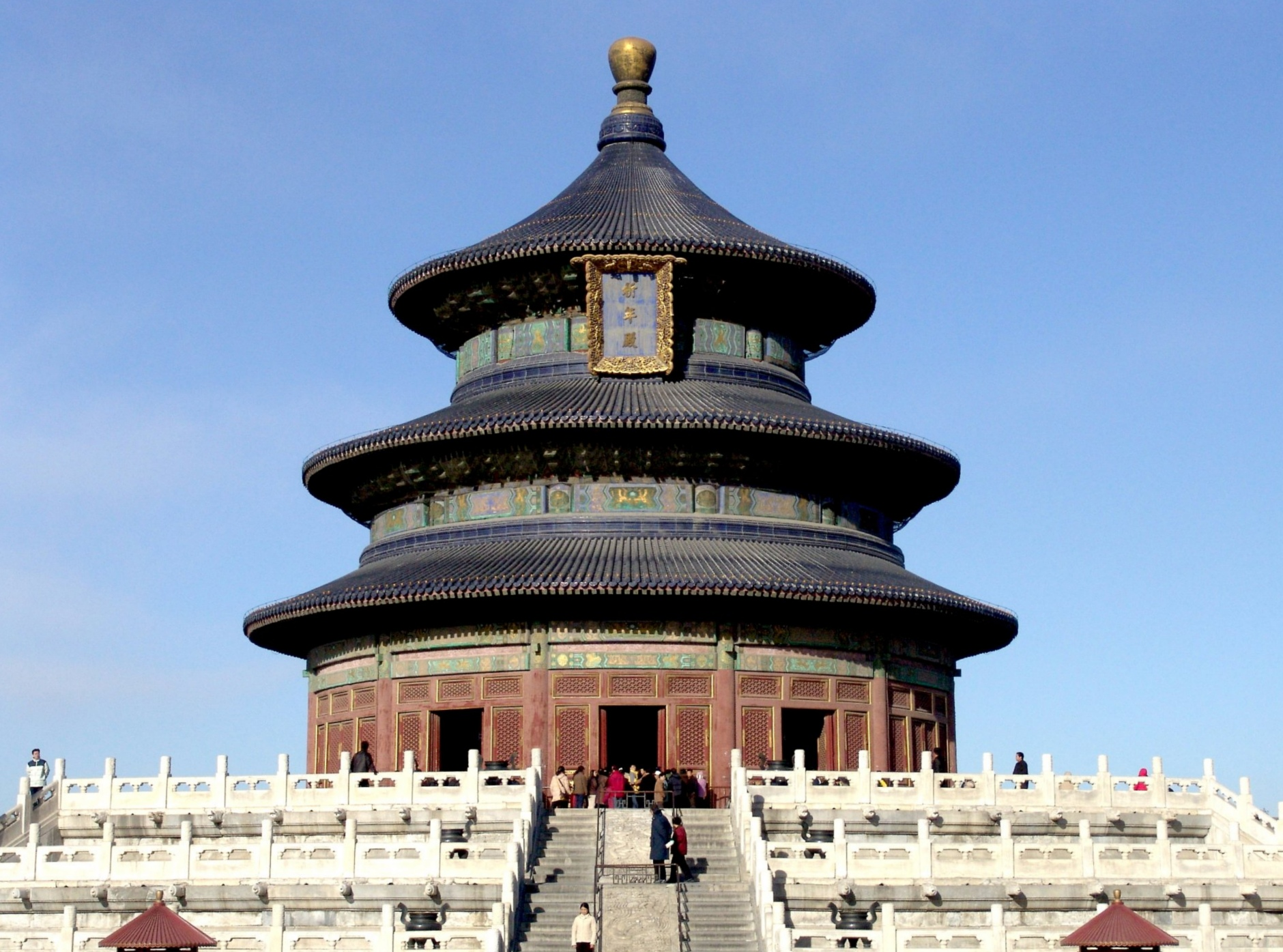
Храм неба

- Храм Таймяо
- Вівтар Землі і Злаків
- Вівтар Сонця
- Храм Неба
- Храм Тяньнін
- Залізна пагода
- Порцелянова пагода
- Пагода Шести Гармоній
- Храм Істинної Єдності
- Пагода Баочу
- Пагода Дацин
- Палац Вищої Чистоти
- Наньюе Дамяо
- Путоцзунчен
- Резиденція Небесних Наставників
- Печерні храми Фенсяньси
- Печерні храми Лунмень
- Печери Могао
- Юньган

## Меморіальні споруди

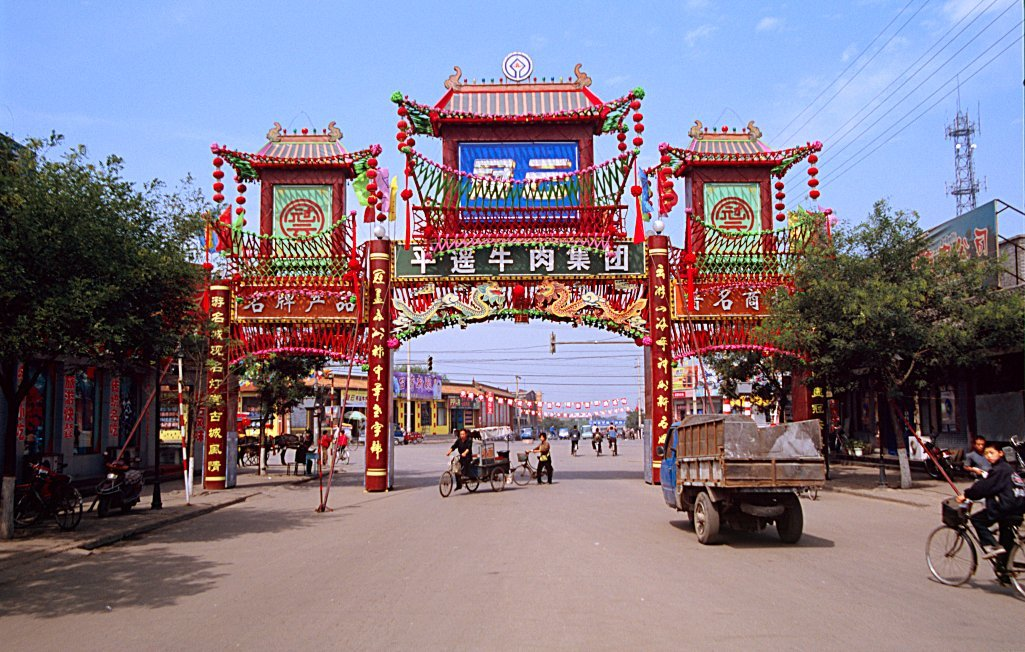
Пайлоу в Пін'яо

- Храм Конфуція
- Храм Баогуна
- Пайлоу

## Гробниці

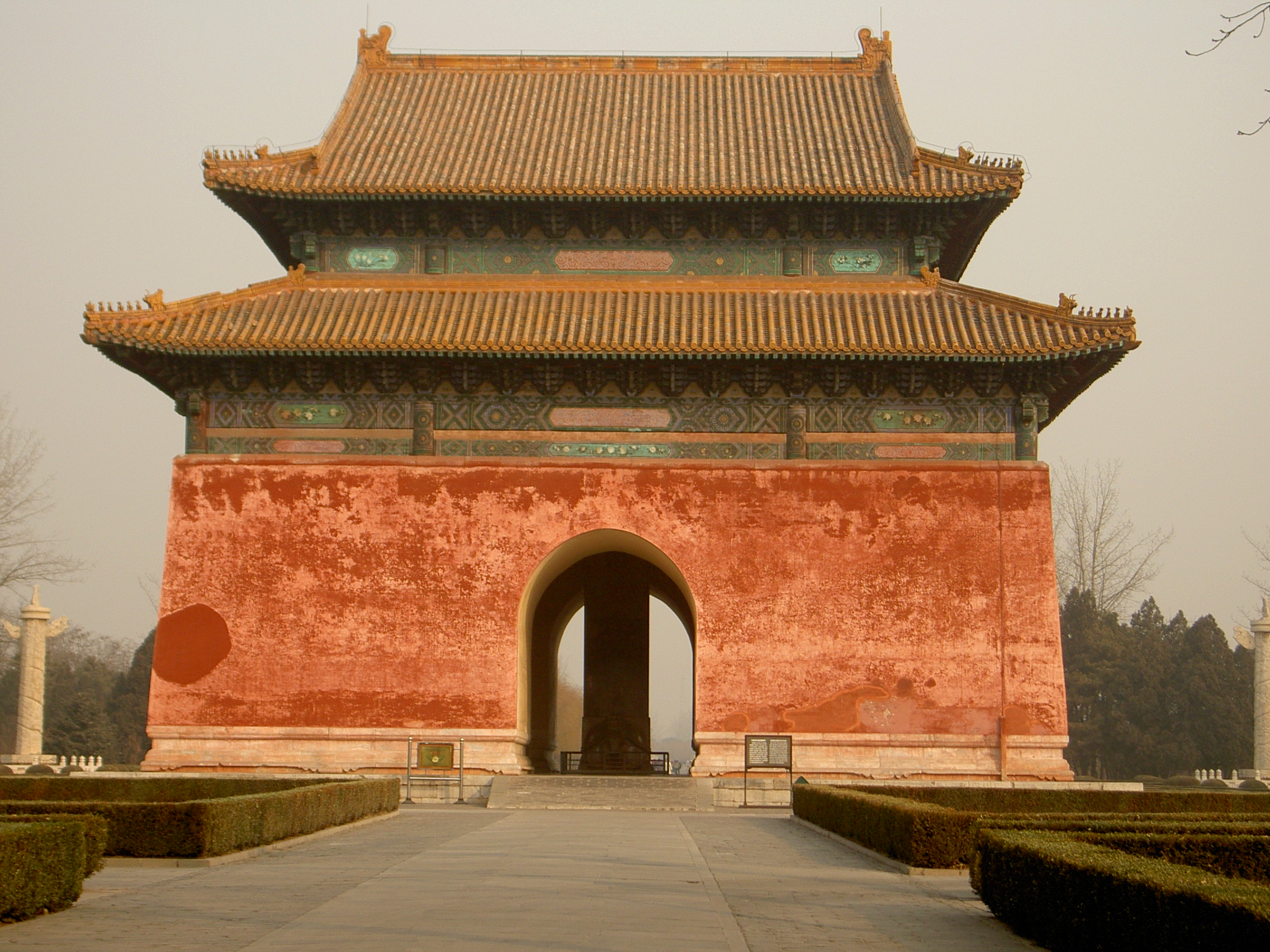
Ворота, що ведуть в похоронний комплекс імператорів династії Мін

- Могила Цинь Ши Хуана
- Мінська гробниця Чанлін
- Гробниці імператорів династії Мін
- Висячі труни

## Садово-паркова архітектура
- Парк Бейхай
- Парк Юаньмінюань
- Парк Іхеюань
- Західне озеро в Ханчжоу
- Бадачу

## Мости
- Міст Аньцзі
- Міст Марко Поло
- Міст Баодай
- Численні вигнуті містки типу «місячний міст»

## Фортифікаційні споруди
- Великий китайський мур
- Фортечні мури багатьох міст, наприклад Пекіну (знесений), Нанкіну (частиною зберігся)
- Фортеця Ваньпін

## Житлові будівлі
- Житлові комплекси сихеюань

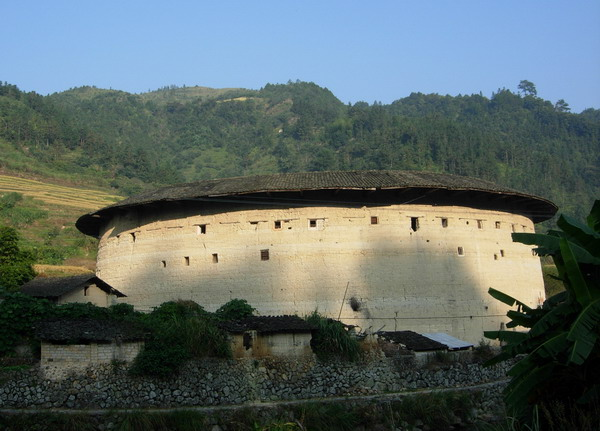
Тулоу

- Житлові комплекси фортечного типу — Тулоу
- Укріплені особняки дяолоу